# Alex Malheiros
Alex   Malheiros (Niterói, 19 de agosto de 1946) é um baixista, compositor e multi‑instrumentista brasileiro, conhecido internacionalmente como membro fundador do Azymuth e por fundir jazz, funk e ritmos brasileiros.

## Biografia
Malheiros começou a tocar profissionalmente nos anos 60, trabalhou como músico de baile no Rio de Janeiro, colaborando em apresentações comandadas por Ed Lincoln, pianista e compositor conhecido como o "rei do swing brasileiro". Essa vivência ao lado de Lincoln e seus parceiros musicais teve papel fundamental na formação do estilo grooveado e dançante que Malheiros desenvolveu posteriormente. e também como musico de estúdio para nomes como Cauby Peixoto e Raul Seixas. Em 1973, fundou o Azymuth ao lado de José Roberto Bertrami e Ivan Conti “Mamão”, grupo que se tornou referência mundial em jazz fusion. Em 2010, em entrevista ao Miami New Times, Malheiros comentou sobre o futuro da música instrumental brasileira e o legado do Azymuth.

## Formação e primeiros anos
Nascido em uma família de músicos, Alex Malheiros iniciou-se na música tocando bateria e, ainda criança, estudou piano por dois anos. É filho do baixista Zezinho, conhecido por ter construído o primeiro baixo elétrico brasileiro utilizando cordas de piano, e sobrinho do guitarrista e Luthier Geraldo Malheiros. Influenciado por ambos, decidiu seguir os passos do pai e do tio, especializando-se no contrabaixo. No entanto, também é possível ouvir sua atuação no violão e na guitarra em diversas faixas de sua discografia.
Sua formação musical começou em casa, sob orientação do pai, e se aprofundou com a convivência com artistas da cena de Niterói que frequentavam sua residência, como o pianista Sergio Mendes e o baixista Tião Neto. Demonstrando grande interesse por música e instrumentos desde cedo, Malheiros conquistou seu primeiro emprego como músico aos 13 anos de idade.

## A Turma da Pilantragem
No final dos anos 1960, Alex Malheiros integrou o grupo A Turma da Pilantragem, ao lado de músicos como José Roberto Bertrami, Fredera, Victor Manga, Márcio Montarroyos, Ion Muniz e Raul de Souza, além das cantoras Regininha, Dorinha Tapajós, Málu Ballona e do cantor Nonato Buzar. O grupo lançou três LPs: A Turma da Pilantragem (1968), A Turma da Pilantragem (1969) e A Turma da Pilantragem Internacional (1969).
Essa fase foi importante na carreira de Malheiros, marcando sua inserção no cenário profissional e colaborando para a difusão do movimento cultural conhecido como “pilantragem”, que mesclava samba, jazz e soul em arranjos dançantes 

## Início do Azymuth
Alex Malheiros iniciou sua carreira com o Azymuth, banda que fundou em 1973 no Rio de Janeiro ao lado de seus parceiros José Roberto Bertrami e Ivan Conti. Com sólida experiência como músico de estúdio e influências da cena musical brasileira do final dos anos 1960, Malheiros trouxe ao grupo seu estilo único no contrabaixo, que se tornaria uma marca registrada da sonoridade da banda.
Desde os primeiros trabalhos, Malheiros contribuiu para o desenvolvimento do som inovador do Azymuth, que mesclava jazz, funk, samba e música eletrônica. O trio rapidamente ganhou destaque no Brasil com músicas que integraram trilhas sonoras de novelas populares, como "Pela Cidade" em O Espigão, “Melô da Cuíca” em Pecado Capital, "Linha do Horizonte" em As Locomotivas. 
O reconhecimento nacional abriu caminho para a estreia internacional do grupo no Montreux Jazz Festival em 1977
, onde o Azymuth foi o primeiro ato brasileiro a se apresentar. Ao longo dos anos, Alex Malheiros permanece como baixista e curador principal, mantendo a identidade musical que ajudou a construir e expandindo a carreira da banda até os dias atuais.

## Estilo e reconhecimento
Alex Malheiros é reconhecido internacionalmente como um dos maiores mestres do groove, tendo desenvolvido um estilo característico no baixo, frequentemente utilizando a técnica de slap com seu instrumento Rickenbacker. Uma de suas performances foi incluída na coletânea Basse Électrique – Les Plus Grands Artistes, lançada pela gravadora Warner Jazz, que reúne nomes considerados entre os maiores baixistas da história, como Jaco Pastorius, Stanley Clarke, Marcus Miller e Abraham Laboriel.

## Discografia Solo
- Atlantic Forest (Milestone, 1985)
- Zenith (Niterói Discos, 1992)
- Floresta Urbana (Studio 888, 1996)
- The Wave – Alex Malheiros & Banda Utopia feat. Sabrina Malheiros (Far Out, 2009)
- Teatro dos Sons (Mangomusik, 2020)
- Tempos Futuros (Far Out, 2021) [11]

## Discografia com o Azymuth
Alex Malheiros gravou dezenas de álbuns como um  membro do Azymuth. Entre os lançamentos mais notáveis estão:

#### Álbuns de estúdio
- 1975 - Azimüth - Som Livre
- 1977 - Águia Não Come Mosca - WEA
- 1979 - Light as a Feather - Milestone Records
- 1980 - Outubro - Milestone
- 1982 - Cascades - Milestone
- 1982 - Telecommunication - Milestone
- 1983 - Rapid Transit - Milestone
- 1984 - Flame - Milestone
- 1985 - Spectrum - Milestone
- 1986 - Tightrope Walker - Milestone
- 1988 - Crazy Rhythm - Milestone
- 1989 - Carioca - Milestone
- 1989 - Tudo Bem - Intima Records
- 1990 - Curumim - Intima
- 1996 - Carnival - Far Out Recordings
- 1998 - Woodland Warrior - Far Out Recordings
- 1999 - Pieces of Ipanema - Far Out Recordings
- 2000 - Before We Forget - Far Out Recordings
- 2002 - Partido Novo - Far Out Recordings
- 2004 - Brazilian Soul - Far Out Recordings
- 2008 - Butterfly - Far Out Recordings
- 2011 - Aurora - Far Out Recordings
- 2013 - By Request
- 2016 - Fênix - Far Out
- 2025 - Marca Passo - Far Out Recordings [12]

## Parcerias
Gravou ou tocou com Ana Mazzotti, Eumir Deodato, Tim Maia, Milton Nascimento, Flora Purim, AIrto Moreira, Ivan Lins, Simone, Nana Caymmi, Marcos Valle, Mark Murphy, entre outros.

## Trilhas sonoras
Incluiu faixas em produções como O Fabuloso Fittipaldi e novelas da TV Globo (Cuca Legal, Pecado Capital, Locomotivas).

## Legado
Em 2025, o UK Jazz News destacou Malheiros como “o incomparável maestro do baixo elétrico” ao resenhar o álbum Marca Passo do Azymuth.